# Nils Christoffer Dunér
Nils Christoffer Dunér (Billeberga, 21 maggio 1839 – Stoccolma, 10 novembre 1914) è stato un astronomo svedese.

## Biografia
Studiò presso l’Università di Lund  ove conseguì il dottorato nel 1862, fu osservatore dell’osservatorio della stessa Università dal 1864 e professore di Astronomia presso l’Università di Uppsala dal 1888. Quando era a Lund studiò dapprima le stelle doppie e dal 1876 iniziò studi di spettrografia sugli spettri delle stelle rosse di cui pubblicò un catalogo nel 1884. Una volta ad Uppsala studiò, nell'Osservatorio astronomico di quella Università,  sempre con metodi spettroscopici il sole con i quali determinò la sua velocità di rotazione tramite la misura dell’effetto doppler sulla linea spettrale del ferro  pubblicandone i risultati nelle pubblicazioni Recherche sur la Rotation du Soleil (1891) e Über die Rotation der Sonne. Zweite Abhandlung (1907).

## Riconoscimenti
Premio Lalande della Accademia francese delle scienze  nel 1887
Medaglia Rumford della Royal Society nel 1892
A Nils Christoffer Dunér la UAI ha intitolato il cratere lunare Dunér.